# Columbia City (Oregon)
Columbia City az Amerikai Egyesült Államok északnyugati részén, Oregon állam Columbia megyéjében helyezkedik el. A 2010. évi népszámláláskor 1946 lakosa volt. A város területe 2,98 km², melyből 0,98 km² vízi.

## Történet
A várost 1867-ben alapította Jacob és Joseph Caples. 1870-ben Ben Holladay Willamette-völgyi vasútvonalának egyik végállomása szerettek volna lenni; ugyanebben az évben a nyugati végállomás Portland lett, Columbia Cityt soha nem érte el a vonal. A helyi postahivatalt 1871-ben alapították. 1902-ben épült ki a Columbia–Nehalem-völgyi erdei vasútvonal Yankton irányába.
Jelenleg Columbia City St. Helens agglomerációjába tartozik.

## Éghajlat
A térség nyarai melegek (de nem forróak) és szárazak; a havi maximum átlaghőmérséklet 22 °C. A Köppen-skála alapján a város éghajlata meleg nyári mediterrán. A legcsapadékosabb a november–január, a legszárazabb pedig a július–augusztus közötti időszak. A legmelegebb hónap augusztus, a leghidegebb pedig december.
| Hónap                         | Jan.  | Feb.  | Már.  | Ápr. | Máj. | Jún. | Júl. | Aug. | Szep. | Okt. | Nov.  | Dec.  | Év    |
| ----------------------------- | ----- | ----- | ----- | ---- | ---- | ---- | ---- | ---- | ----- | ---- | ----- | ----- | ----- |
| Rekord max. hőmérséklet (°C)  | 17,2  | 23,7  | 27,8  | 32,2 | 38,9 | 40,0 | 41,1 | 41,7 | 41,1  | 34,0 | 22,2  | 16,7  | 41,7  |
| Átlagos max. hőmérséklet (°C) | 6,7   | 8,9   | 12,2  | 15,6 | 18,9 | 22,2 | 25,6 | 26,1 | 23,3  | 16,1 | 9,4   | 5,6   | 15,9  |
| Átlaghőmérséklet (°C)         | 6,8   | 5,0   | 7,5   | 10,0 | 13,1 | 16,1 | 19,2 | 19,5 | 16,7  | 16,4 | 6,6   | 2,8   | 11,7  |
| Átlagos min. hőmérséklet (°C) | 0,6   | 1,1   | 2,8   | 4,4  | 7,2  | 10,0 | 12,8 | 12,8 | 10,6  | 6,7  | 2,8   | 0,0   | 6,0   |
| Rekord min. hőmérséklet (°C)  | −12,8 | −15,6 | −17,2 | −6,7 | −8,3 | 1,1  | 3,3  | −1,1 | 1,1   | −6,7 | −12,2 | −17,2 | −17,2 |
| Átl. csapadékmennyiség (mm)   | 178   | 130   | 125   | 86   | 74   | 51   | 18   | 23   | 46    | 91   | 180   | 183   | 1185  |
| Forrás: The Weather Channel   |       |       |       |      |      |      |      |      |       |      |       |       |       |

## Népesség

### 2010
A 2010-es népszámláláskor a városnak 1946 lakója, 787 háztartása és 601 családja volt. A népsűrűség 975,8 fő/km². A lakóegységek száma 830, sűrűségük 416,2 db/km². A lakosok 94,6%-a fehér, 0,1%-a afroamerikai, 1%-a indián, 1,5%-a ázsiai, 0,1%-a a Csendes-óceáni szigetekről származik, 1%-a egyéb-, 1,7% pedig kettő vagy több etnikumú. A spanyol vagy latino származásúak aránya 3% (1,1% mexikói, 0,1% Puerto Ricó-i, 0,2% kubai, 1,7% pedig egyéb spanyol/latino származású).
A háztartások 26,4%-ában élt 18 évnél fiatalabb. 64,2% házas, 8,3% egyedülálló nő, 2,9% pedig egyedülálló férfi; 23,6% pedig nem család. 18,4% egyedül élt; 7,9%-uk 65 éves vagy idősebb. Egy háztartásban átlagosan 2,47 személy élt; a családok átlagmérete 2,74 fő.
A medián életkor 48,4 év volt. A város lakóinak 18,6%-a 18 évesnél fiatalabb, 6,7% 18 és 24 év közötti, 20,4%-uk 25 és 44 év közötti, 36%-uk 45 és 64 év közötti, 18,4%-uk pedig 65 éves vagy idősebb. A lakosok 48,8%-a férfi, 51,2%-uk pedig nő.

### 2000
A 2000-es népszámláláskor a városnak 1571 lakója, 595 háztartása és 448 családja volt. A népsűrűség 808,8 fő/km². A lakóegységek száma 640, sűrűségük 329,5 db/km². A lakosok 95,61%-a fehér, 0,38%-a afroamerikai, 1,34%-a indián, 0,7%-a ázsiai, 0,51%-a egyéb-, 1,46%-a pedig kettő vagy több etnikumú. A spanyol vagy latino származásúak aránya 2,04% (1% mexikói, 0,1% Puerto Ricó-i, 1% pedig egyéb spanyol/latino származású).
A háztartások 32,9%-ában élt 18 évnél fiatalabb. 67,2% házas, 5,4% egyedülálló nő; 24,7% pedig nem család. 19% egyedül élt; 7,6%-uk 65 éves vagy idősebb. Egy háztartásban átlagosan 2,63 személy élt; a családok átlagmérete 2,97 fő.
A város lakóinak 25,8%-a 18 évnél fiatalabb, 6%-a 18 és 24 év közötti, 25,5%-a 25 és 44 év közötti, 30,6%-a 45 és 64 év közötti, 12,2%-a pedig 65 éves vagy idősebb. A medián életkor 40 év volt. Minden 18 évnél idősebb 100 nőre 105,4 férfi jut; a 18 évnél idősebb nőknél ez az arány 99.
A háztartások medián bevétele 59 545 amerikai dollár, ez az érték családoknál $62 596. A férfiak medián keresete $46 964, míg a nőké $33 125. A város egy főre jutó bevétele (PCI) $25 266. A családok 2,8%-a, a teljes népesség 4,5%-a élt létminimum alatt; a 18 év alattiaknál ez a szám 5,1%, a 65 évnél idősebbeknél pedig 3,7%.

## Fordítás
Ez a szócikk részben vagy egészben  a   Columbia City, Oregon című angol Wikipédia-szócikk ezen változatának fordításán alapul.  Az eredeti cikk szerkesztőit annak laptörténete sorolja fel. Ez a jelzés csupán a megfogalmazás eredetét és a szerzői jogokat jelzi, nem szolgál a cikkben szereplő információk forrásmegjelöléseként.